# Ašvaghóša
Ašvaghóša (asi 80, Ajódhja – asi 150, Péšávar) byl indický básník a dramatik. Svá díla psal v sanskrtu. Napsal řadu divadelních her s buddhistickými náměty a několik výpravných básní v raném kávjovém stylu. Jeho Buddhačarita (česky vyšlo jako Příběh Buddhova života) je jedním z nejznámějších Buddhových životopisů. Saundaránanda pojednává o Buddhově nevlastním bratru a jeho konverzi k buddhismu. Podle tradice se narodil v bráhmanské rodině a byl zpočátku velkým oponentem buddhismu, než konvertoval z hinduismu. Stal se pak šiřitelem mahájány. Po zhlédnutí jeho dramatu Rāshtrapāla prý konvertovalo k buddhismu 500 indických šlechticů. Působil na dvoře krále Kanišky.